# Yssac-la-Tourette
Yssac-la-Tourette település Franciaországban, Puy-de-Dôme megyében. Lakosainak száma 396 fő (2022. január 1.). Yssac-la-Tourette Gimeaux, Châtel-Guyon, Davayat, Prompsat és Saint-Bonnet-près-Riom községekkel határos.

## Népesség
A település népessége az elmúlt években az alábbi módon változott:
| Lakosok száma | 361  | 376  | 387  | 384  | 388  | 392  | 393  | 397  | 396  |
|               | 2013 | 2015 | 2016 | 2017 | 2018 | 2019 | 2020 | 2021 | 2022 |